# أبراهام ج. تيرنر
أبراهام ج. تيرنر (بالإنجليزية: Abraham J. Turner)‏ لواء متقاعد من جيش الولايات المتحدة والمدير التنفيذي السابق لقسم التشغيل والقوى العاملة في ولاية كارولاينا الجنوبية.
كان مساعد رئيس الأركان لقيادة قوات التحالف البرية في معسكر الدوحة في الكويت. شملت الخبرات القتالية لتيرنر قفزة قتالية في بنما خلال الغزو الأمريكي لبنما ونشر خلال عملية درع الصحراء ونشر في دعم حرب العراق وأفغانستان.